# Línea Inmediata a Valencia

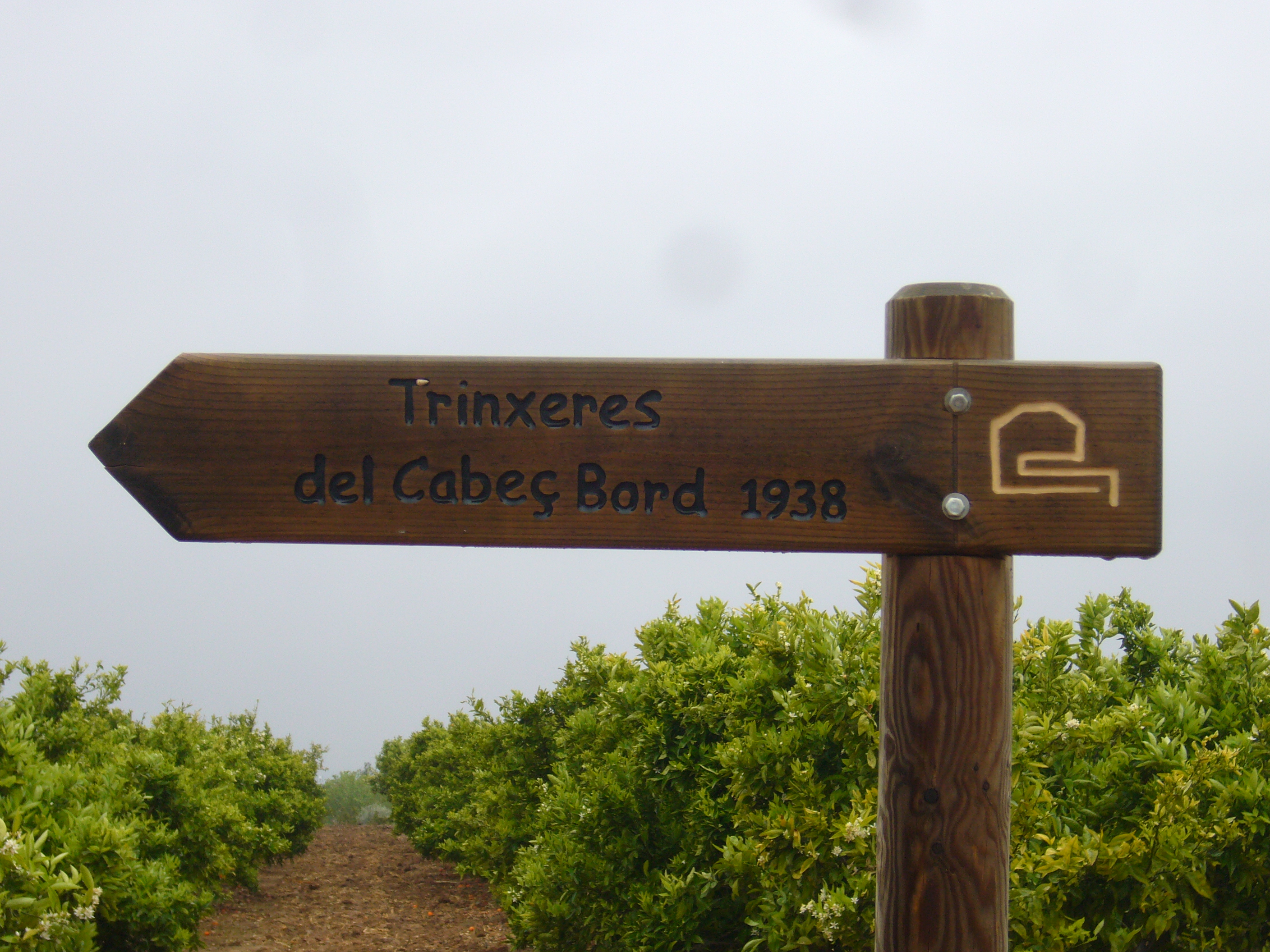
Señal de las trincheras del Cabeç Bord en Náquera

La línea Inmediata en Valencia, o línea defensiva inmediata en Valencia o Línea Puig - Los Cara-soles consistió en un sistema de fortificaciones construido a lo largo de 26 kilómetros entre el municipio del Puig y los Cara-Soles y Ribarroja, durante la Guerra Civil Española para el uso de las tropas republicanas durante el año 1938. Era una línea de retaguardia que no entró en combate. Situada al norte de la ciudad de Valencia, fue construida con el fin de defender esta ciudad contra los ataques de las tropas franquistas, enmarcadas dentro de la conocida como Ofensiva del Levante.

## Descripción
Se inicia al municipio del Puig, se adentra hacia en Rafelbunyol y Moncada, el Cabeç Bord, cruzaba el barranco del Carraixet en Bétera, siguiendo por la Jonquera hasta el kilómetro 11 de la carretera de Líria aprovechando las pequeñas altitudes del terreno que dominan el pla de l'horta, entrando al bosque de La Vallesa hasta el río Turia y la carretera de Manises, Les Rodanes en Villamarchante hasta los Altos de los Cara-soles en Ribarroja del Turia, era el último bastión destinado a la defensa de Valencia.
Fue encargada por el Estado Mayor republicano, al Teniente Coronel de Ingenieros Sebastián Calle Vilaseca, el cual dirigió la obra de construcción desde el 22 de julio de 1938 hasta el final de la guerra, en 1939.
La línea defensiva estaba formada por trincheras, búnkeres, nidos de ametralladoras, túneles, refugios, almacén, galerías para tiradores, lugares de mando, asientos a cielo abierto, parapetos para baterías artilleres, etc.

### El Puig de Santa María

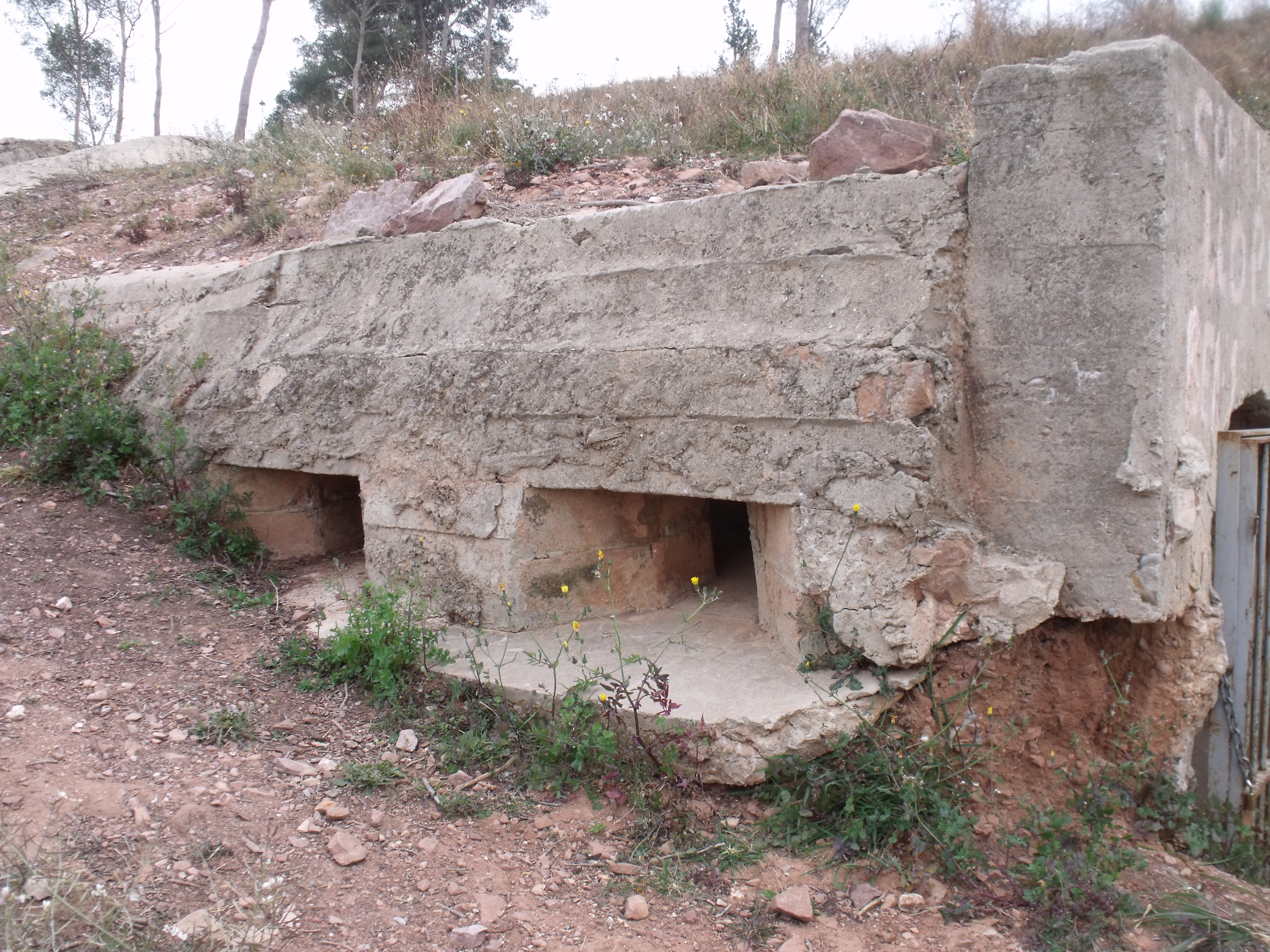
Fortificación de la Línea Inmediata en la Muntanyeta de la Patà

A primeros del año 2015 el investigador del Puig Julio Badenes, documentó algunas construcciones de la línea Inmediata a la montaña de la Patà; detrás del cuartel de la Guardia Civil se ha localizado un búnker de cinco metros cuadrados (con signos de haber sido dinamitado después de la guerra) desde el que se inicia una trinchera y una honda excavación que probablemente fue para construir un refugio. En la playa, al límite del término con el de Puebla de Farnals y a 200 metros de la mar han localizado una plataforma de hormigón diseñada para situar un cañón para hacer frente a ataques aéreos o por mar.

### Bétera
En Bétera, la línea defensiva Puig-Carasoles atraviesa el término municipal de norte a sur por las partidas de Bufilla, el Carrascal, la Pelosa, el Ciscar, Loma del Calderer, la Providencia, Mas de Elies, Barranco del Hortelano y la Jonquera. Para controlar los caminos y carreteras que se dirigen hacia Valencia, los búnkeres, los refugios y las trincheras, están situados de forma estratégica, y necesitan una protección y conservación urgente por el mal estado de conservación en el que se encuentran.

### Náquera
Al término de Náquera, existen las posiciones defensivas del Cabeç Bord, donde el ayuntamiento de Náquera las ha recuperado en parte y ha señalizado un recorrido autoguiado con 6 paneles, donde se explica el contexto histórico y social, el funcionamiento de las estructuras, la vida cotidiana, así como el establecimiento del Gobierno de la República en Náquera. Las estructuras son: trincheras, pistas de acceso, galerías subterráneas, balsas de agua para la refrigeración de armas así como nidos de ametralladoras.

## Protección
En 2015 la Dirección general de Patrimonio de la Consejería de Cultura encargó informes técnicos para determinar la figura de protección que le correspondería. El expediente de protección se inició a instancia de la Coordinadora en Defensa de los Bosques del Turia dentro del proyecto europeo Paisajes de Guerra que impulsan el Consejo Valenciano de Cultura y la Federación Valenciana de Municipios y Provincias. La entidad ecologista desde hace unos años reclama la necesidad de proteger y recuperar estos elementos del patrimonio bélico pidió que el conjunto fuera reconocido como Bien de Interés Cultural.

## Voluntariado
En 2006 la Coordinadora en Defensa de los Bosques del Turia y el Foro por la Memoria del País Valenciano hicieron una jornada de limpieza con voluntarios para recuperar el conjunto de trincheras, túneles y búnkeres ubicados al bosque de la Vallesa y en torno al río, haciendo una limpieza de vertidos y basura. La Coordinadora reclamaba a la Administración una intervención para recuperar estos espacios de alto valor desde el punto de vista histórico, patrimonial y educativo.